# Hendrawan
Hendrawan (Malang, 27 de junio de 1972) es un deportista indonesio que compitió en bádminton, en la modalidad individual.
Participó en los Juegos Olímpicos de Sídney 2000, obteniendo una medalla de plata en la prueba individual. Ganó una medalla de oro en el Campeonato Mundial de Bádminton de 2001.

## Palmarés internacional
| Juegos Olímpicos   | Juegos Olímpicos   | Juegos Olímpicos | Juegos Olímpicos |
| Año                | Lugar              | Medalla          | Prueba           |
| ------------------ | ------------------ | ---------------- | ---------------- |
| 2000               | Sídney (Australia) | Medalla de plata | Individual       |
| Campeonato Mundial |                    |                  |                  |
| Año                | Lugar              | Medalla          | Prueba           |
| 2001               | Sevilla (España)   | Medalla de oro   | Individual       |